# シングルス (テレビドラマ)
『シングルス』は、1997年10月14日 - 12月16日毎週火曜日22時 - 22時54分に、関西テレビ放送の企画・制作によりフジテレビ系「関西テレビ制作火曜夜10時枠の連続ドラマ」枠で放送されたテレビドラマ。最終話は20分拡大放送。
家田荘子の『非婚 揺れる30代シングル』を基にした作品で、子供は欲しいが結婚はしたくないという3人の女性と周囲の人物の姿を描いた物語である。のちに家田が原作本を文庫化する際に『シングルズ 彼女たちの生き方、仕事、そして恋』に改題した。

## あらすじ
カメラマン・小野寺あさひは独身の30歳。特に恋人もいなかった。そんなとき若菜に誘われ軽井沢へ行く。そこで、若菜の恋人・渡辺に告白され一晩の関係を持ってしまう。その後渡辺はドイツへ旅立つ。旅立った後にあさひは妊娠に気づく。
あさひの友達、千波は不倫をして妊娠。雪子は人工授精で妊娠。
それぞれ、夫がいないまま妊娠した女性の生き方を描いたストーリー。

## キャスト
- 小野寺あさひ＜30＞→＜31＞：天海祐希

本作の主人公でカメラマン。独身。妹に誘われ軽井沢に行った際、妹の恋人・渡辺と一夜の関係を持ってしまい妊娠し、"雄大”（ゆうだい）という男児を出産。その後矢野と恋仲になる。
- 立石雪子：水野真紀

あさひ、千波の友人（高校の同級生）で、歯科医。子供の頃から見てきた父親の姿がトラウマになり、「子供はほしいが、夫はいらない」という考えになる。結果、体外受精で妊娠し、"愛”（あい）を出産。その後、体外受精の相手・中原と恋仲になったが、最終的には別れている。
- 林千波：洞口依子

あさひ、雪子の友人で小料理屋を兄と経営。前の会社の上司・吉行と不倫しており、吉行が心臓病で倒れた際に吉行との子供がほしいと思うようになり妊娠。その後、”美花（みか）という女児を出産。
- 渡辺俊：原田龍二

若菜の恋人であったが、あさひと一晩の関係を持つ。その後、ドイツへ旅立つ。１年後帰国し、あさひの息子・雄大が自分の息子であることを知る。
- 小野寺若菜：遊井亮子

あさひの妹。OL。渡辺と交際していたが、渡辺がドイツへ行ったことで別れた。その後、あさひが渡辺の子供を妊娠したと知り、渡辺の家で自殺未遂をする。
- 中原要：橋爪浩一

慶名大学医学部6年生でバスケをしている。雪子の人工授精の相手。雪子に人工授精の事実を聞いた際は動揺する。
その後雪子と同棲をするが、別れ、アメリカ留学へと旅立つ。
- 小野寺京子：丘みつ子

あさひ、若菜の母親。雄大の父親を知った際、あさひと絶縁したが、後に和解し雄大の面倒を見るようになる。
- 小野寺雄太郎：北村総一朗

あさひ、若菜の父。消防署署長。
- 林啓輔：中野英雄

千波の兄。独身。千波とともに小料理屋を経営。妹思いの性格。吉行から千波の妊娠の事実を聞いた際は吉行を殴っている。
- 矢野一志：伊原剛志

椅子職人。あさひと出会った当時はお互いのことをよく思っていなかったが、あさひが雄大を出産した後頃からあさひと恋仲になる。千波の兄・啓輔とは大学の先輩後輩の関係。
- 吉行友治：蟹江敬三

千波の不倫相手。千波の妊娠を知った後から態度を豹変させる。美花を抱いた際、認知したいと思うようになり妻に話す。しかし、千波に迷惑だと言われ、認知をせず別れている。その後は妻と関係を修復。

## スタッフ
- 原作：家田荘子『非婚 揺れる30代シングル』
- 脚本：西荻弓絵
- 音楽：本多俊之
- 主題歌：シカゴ「Moonlight Serenade」
- 企画：越智武彦、濱星彦
- プロデュース：大平雄司、中山和記
- 演出：藤田明二、松田秀知
- 制作：関西テレビ、共同テレビ

## 放送日程
| 各話                                                      | 放送日   | サブタイトル               | 演出     | 視聴率 |
| --------------------------------------------------------- | -------- | -------------------------- | -------- | ------ |
| 第1話                                                     | 10月14日 | 30才! 幸せの決断           | 藤田明二 | 15.6%  |
| 第2話                                                     | 10月21日 | さよならの向こうに         | 藤田明二 | 14.5%  |
| 第3話                                                     | 10月28日 | 診察台の上での選択         | 松田秀知 | 14.6%  |
| 第4話                                                     | 11月04日 | 家族との別れは新しい旅立ち | 松田秀知 | 11.9%  |
| 第5話                                                     | 11月11日 | 大出産                     | 藤田明二 | 12.0%  |
| 第6話                                                     | 11月18日 | 新米ママ感動! 俺がパパだ!! | 松田秀知 | 14.5%  |
| 第7話                                                     | 11月25日 | なぜ今!? 本物のパパ現る!!  | 藤田明二 | 12.9%  |
| 第8話                                                     | 12月02日 | 勇気ある真実の告白         | 松田秀知 |        |
| 第9話                                                     | 12月09日 | 人生最大のピンチ!          | 松田秀知 | 12.7%  |
| 最終話                                                    | 12月16日 | これがわたしの生きる道!    | 藤田明二 |        |
| 平均視聴率13.9%（視聴率は関東地区・ビデオリサーチ社調べ） |          |                            |          |        |